# 704

## Догађаји
- Након што је провео скоро деценију са Хазарима, свргнути цар Јустинијан II бежи из изгнанства у Херсону (Крим). Бежи уз помоћ Бусира, владара (кагана) Хазара, који га ожени његовом сестром Теодором.
- Јесен – Цар Тиберије III покушава да подмити Бусира и шаље двојицу хазарских званичника, Папациса и Балгицина, да убију Јустинијана. Упозорен од своје жене, бежи у Бугарски канат, обезбеђујући помоћ бугарског владара Тервела, у замену за новац.
- Византијско-арапски ратови: Византијска експедициона снага под Ираклијем (братом цара Тиберија III) побеђује и уништава војску Омајада (10.000 људи) у Сизијуму (савремена Турска) под Језидом ибн Хунејном, убијајући већину и одводећи остале у ланцима у Цариград.
- Краљ Етелред I абдицира са престола после 30-годишње владавине и постаје опат у Барднију (Линколншир). Наследио га је његов нећак Ценред (Коенред), син покојног краља Вулфхереа, који постаје владар Мерсије.
- 14. децембар – Краљ Алдфрит од Нортумбрије умире после 20-годишње владавине. Његов престо је заузео Еадвулф I, непознатог порекла. Вилфрид путује у Дрифилд да подржи Едвулфа, али је његов напредак одбијен.
- Арапско освајање Јерменије: Арапи муслимани под Абдаллахом ибн Абд ал-Маликом нападају Јерменију и покоравају антиарапску побуну заједно са његовим ујаком Мухамедом ибн Марваном.
- Зима – Абдалах ибн Абд ал-Малик је повучен из Јерменије да буде гувернер Египта. Он захтева да се државни послови обављају на арапском језику уместо на коптском језику. Његов мандат је нарушен глађу и корупцијом.
- Цар Триду Сонгтсен умире у борби, а наследила га је његова мајка Кхри ма лод, која постаје де фацто владарка Тибетанског царства. Она почиње огромну експанзију у Таримски басен и северну Кину.